# Sveriges historia (TV-serie)
Sveriges historia är en svensk dokumentärserie i 12 delar som visades under våren 2010 och hösten 2011 (6 delar per omgång) på TV4 och är producerad av bolaget Svea Television. Målet med serien är att ge en ny bild av Sveriges historia, utifrån aktuell forskning och är en del i ett större samarbete mellan bokförlaget Norstedts, Historiska museet i Stockholm och mediekoncernen TV4-Gruppen, där museet under 2010 och 2011 visar en utställning, som också heter Sveriges historia och Norstedts från och med 2009 har börjat ge ut ett bokverk med samma namn i åtta delar.
Varje avsnitt, som är 45 minuter långt, leds av Martin Timell och historieprofessorn Dick Harrison (som även är huvudredaktör och medförfattare till bokverket). De båda besöker olika platser i Sverige, som har med det aktuella avsnittet att göra. Under besöken samtalar de om olika händelser och personer i Sveriges historia och jämför dem då och då med moderna förhållanden. Varvat med detta visas dramatiserade uppspelningar av historiska händelser, personer och vardagsföreteelser, till vilka en berättarröst berättar Sveriges historia.
I samband med TV-serien har länsmuseerna i Sverige lanserat en webbplats som heter Upptäck Sveriges historia och handlar om olika platser att besöka, som har anknytning till Sveriges historia.
De första sex avsnitten (säsong 1) släpptes på DVD i en box på tre skivor den 22 september 2010. Till varje avsnitt medföljer här en del extramaterial, bestående av extra filmklipp, som tidigare visades på TV4:s webbsida om serien, i anslutning till att den sändes. Resterande sex avsnitt (säsong 2) gavs ut på DVD den 5 oktober 2011 i en liknande box med motsvarande extramaterial. Boxarna har de svenska färgerna gult och blått, på så vis att den första är blå med gul text och den andra har omvända färger (gul med blå text).

## Seriens avsnitt
Första säsongen visades mellan 29 april och 3 juni 2010 och inleddes med avsnittet Stenåldern, som behandlar tiden 13000–1800 f.Kr., alltså från istidens slut till brytningen mellan sten- och bronsålder. Avsnitt två har titeln Maktens födelse och behandlar tiden 1800 f.Kr.–800 e.Kr., vilket motsvarar brons- och järnåldern. Tredje avsnittet heter Vikingatiden och handlar om just denna period, tiden 800–1100. I fjärde avsnittet, som heter Rikets födelse, beskrivs perioden 1100–1350, det vill säga äldre medeltiden och högmedeltiden fram till digerdöden. Avsnitt fem, med titeln Pestens tid, behandlar perioden 1350–1430, vilket innefattar tiden från digerdöden till början av Kalmarunionen, strax innan Engelbrektsupprorets utbrott. Första säsongen av serien avslutas med avsnitt sex, som har titeln Upprorens tid, omfattar tiden 1430–1520 och behandlar resten av Kalmarunionen, från Engelbrektsupproret till Stockholms blodbad.
Andra säsongen visades mellan 29 augusti och 3 oktober 2011 och inleddes med avsnittet Vasatiden, som omfattar tiden 1520–1611 och därmed behandlar den period som kallas äldre vasatiden. Avsnitt åtta heter Stormaktens uppgång och handlar om den del av stormaktstiden som kallas yngre vasatiden, 1611–1654 samt Karl X Gustavs regeringstid (till 1660). Detta följs av det nionde avsnittet, vars titel är Stormaktens fall och behandlar resten av den karolinska tiden, 1660–1718. Tionde avsnittet har titeln Upplysningens tid och sträcker sig över perioden 1718–1809, vilket motsvarar frihetstiden och gustavianska tiden. Elfte avsnittet heter Folkets århundrade och behandlar tiden 1809–1900, vilket innefattar Sveriges industrialisering. Säsongen (och hela serien) avslutas med avsnitt tolv, vars titel är Välfärdens tid och handlar om tiden från 1900 till idag.
| Del | Titel               | Sändningsdatum    | Tittarsiffror | Tidsomfång           | Motsvarande del i bokserien | Motsvarande del i bokserien |
| --- | ------------------- | ----------------- | ------------- | -------------------- | --------------------------- | --------------------------- |
| 1   | Stenåldern          | 29 april 2010     | 815 000       | 13000–1800 f.Kr.     | 1: 13000 f.Kr.–600 e.Kr.    | Utgiven 17 september 2009   |
| 2   | Maktens födelse     | 6 maj 2010        | 687 000       | 1800 f.Kr.–600 e.Kr. | 1: 13000 f.Kr.–600 e.Kr.    | Utgiven 17 september 2009   |
| 2   | Maktens födelse     | 6 maj 2010        | 687 000       | 600–800              | 2: 600–1350                 | Utgiven 17 september 2009   |
| 3   | Vikingatiden        | 13 maj 2010       | 569 000       | 800–1100             | 2: 600–1350                 | Utgiven 17 september 2009   |
| 4   | Rikets födelse      | 20 maj 2010       | 572 000       | 1100–1350            | 2: 600–1350                 | Utgiven 17 september 2009   |
| 5   | Pestens tid         | 27 maj 2010       | 378 000       | 1350–1430            | 3: 1350–1600                | Utgiven 26 maj 2010         |
| 6   | Upprorens tid       | 3 juni 2010       | 438 000       | 1430–1520            | 3: 1350–1600                | Utgiven 26 maj 2010         |
| 7   | Vasatiden           | 29 augusti 2011   | 684 000       | 1520–1600            | 3: 1350–1600                | Utgiven 26 maj 2010         |
| 7   | Vasatiden           | 29 augusti 2011   | 684 000       | 1600–1611            | 4: 1600–1721                | Utgiven 2 maj 2011          |
| 8   | Stormaktens uppgång | 5 september 2011  | 629 000       | 1611–1660            | 4: 1600–1721                | Utgiven 2 maj 2011          |
| 9   | Stormaktens fall    | 12 september 2011 | 586 000       | 1660–1718            | 4: 1600–1721                | Utgiven 2 maj 2011          |
| 10  | Upplysningens tid   | 19 september 2011 | 605 000       | 1718–1721            | 4: 1600–1721                | Utgiven 2 maj 2011          |
| 10  | Upplysningens tid   | 19 september 2011 | 605 000       | 1721–1809            | 5: 1721–1830                | Utgiven 16 september 2011   |
| 11  | Folkets århundrade  | 26 september 2011 | 551 000       | 1809–1830            | 5: 1721–1830                | Utgiven 16 september 2011   |
| 11  | Folkets århundrade  | 26 september 2011 | 551 000       | 1830–1900            | 6: 1830–1920                | Utgiven 20 mars 2012        |
| 12  | Välfärdens tid      | 3 oktober 2011    | 551 000       | 1900–1920            | 6: 1830–1920                | Utgiven 20 mars 2012        |
| 12  | Välfärdens tid      | 3 oktober 2011    | 551 000       | 1920–1965            | 7: 1920–1965                | Utgiven 17 september 2012   |
| 12  | Välfärdens tid      | 3 oktober 2011    | 551 000       | 1965–                | 8: 1965–2012                | Utgiven 2 april 2013        |